# Idioglossa
Idioglossa é um gênero de traça pertencente à família Agonoxenidae.